# Quatuor à cordes no 11 de Beethoven
Op. 95 Quartetto Serioso
Pour les articles homonymes, voir Quatuor à cordes no 11.
Le Quatuor à cordes no 11 en fa mineur, op. 95, de Ludwig van Beethoven, est composé de mai à octobre 1810
et publié en 1816 avec une dédicace au baron Zmeskall, proche ami de Beethoven depuis son arrivée à Vienne. Son auteur l'a intitulé « Quartetto Serioso ».

## Présentation de l'œuvre
Les premières esquisses du onzième quatuor apparaissent en mai 1810, sitôt terminée la musique d'Egmont. Son finale en est d'ailleurs musicalement très proche. Sa composition suit d'un an celle de son précédent quatuor. Ce n'est que quatorze années plus tard que Beethoven compose son Quatuor à cordes n° 12, mais le très particulier Serioso est souvent considéré comme annonciateur des derniers quatuors de Beethoven. Il a été écrit durant une période particulièrement troublée sur le plan historique (prise de Vienne par les Français) et sur le plan personnel (décès de deux mécènes, échec du projet de mariage avec Thérèse Malfatti). 
La première esquisse est jouée par le quatuor Schuppanzigh en mai 1814, ensemble qui créa nombre de ses quatuors.
Le quatuor est ensuite publié chez Steiner à Vienne en décembre 1816,.
Il s'agit du plus court des grands quatuors beethovéniens, sa durée d’exécution est d'environ 20 minutes.
Il comporte quatre mouvements :
1. Allegro con brio, à , en fa mineur (151 mesures)[4]
2. Allegretto ma non troppo, à 
, en ré majeur (192 mesures)[4]
3. Allegro assai vivace ma serioso, à 
, en fa mineur (206 mesures)[4]
4. Larghetto espressivo, à 
, en fa mineur (7 mesures)[4] — Allegretto agitato, à 
, en fa mineur (125 mesures)[4] — Allegro, à , en fa majeur (43 mesures)[4] - (175 mesures)[4]

## Arrangements
- Mili Balakirev a écrit un arrangement pour deux pianos du Quatuor no 11[6] et Gustav Mahler en a écrit un arrangement pour orchestre à cordes en rajoutant une partie de contrebasses[7].

## Repères discographiques
- Quatuor Busch, 1942 (Sony)[8]
- Quatuor Fine Arts, 1965 (Concert Disc)
- Quatuor Végh, 1974 (Auvidis-Valois)[9]
- Quatuor Alban Berg, 1979 (EMI)[10],[11]
- Quatuor Talich, 1980 (Calliope)[12]
- Quatuor Takács, 2005 (Decca)[13]
- Quatuor Párkányí, 2008 (Praga)[14]
- Quatuor de Tokyo, 2009 (Harmonia Mundi)
- Quatuor Artemis, 2011 (Virgin Classics)[15]
- Quatuor Belcea, 2012 (Zig-Zag Territoires)
- Quatuor Ébène, 2020 (Erato), enregistrement en concert à Melbourne (30 octobre 2019)